# St. Nikolaus (Theuern)

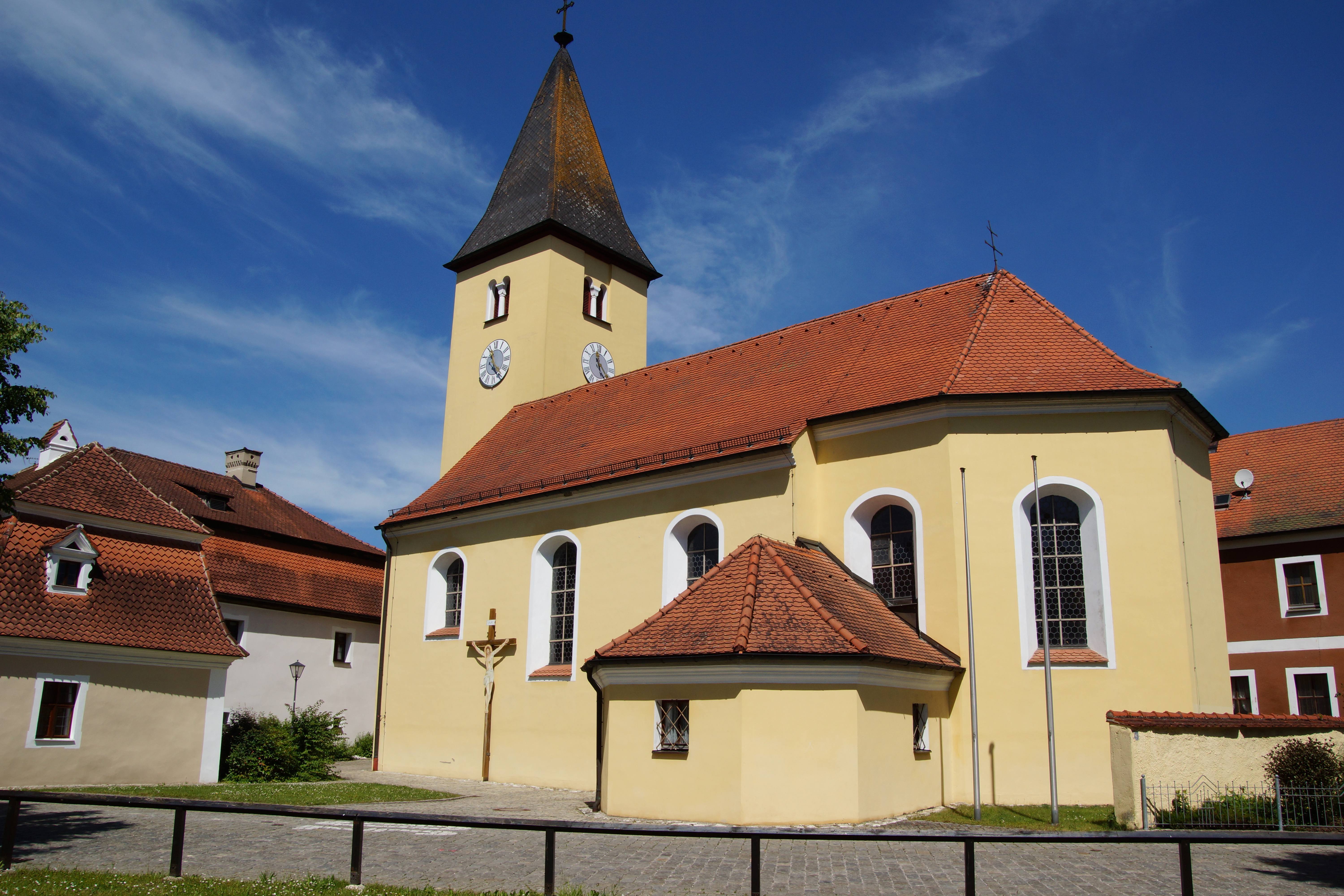
Katholische Pfarrkirche St. Nikolaus

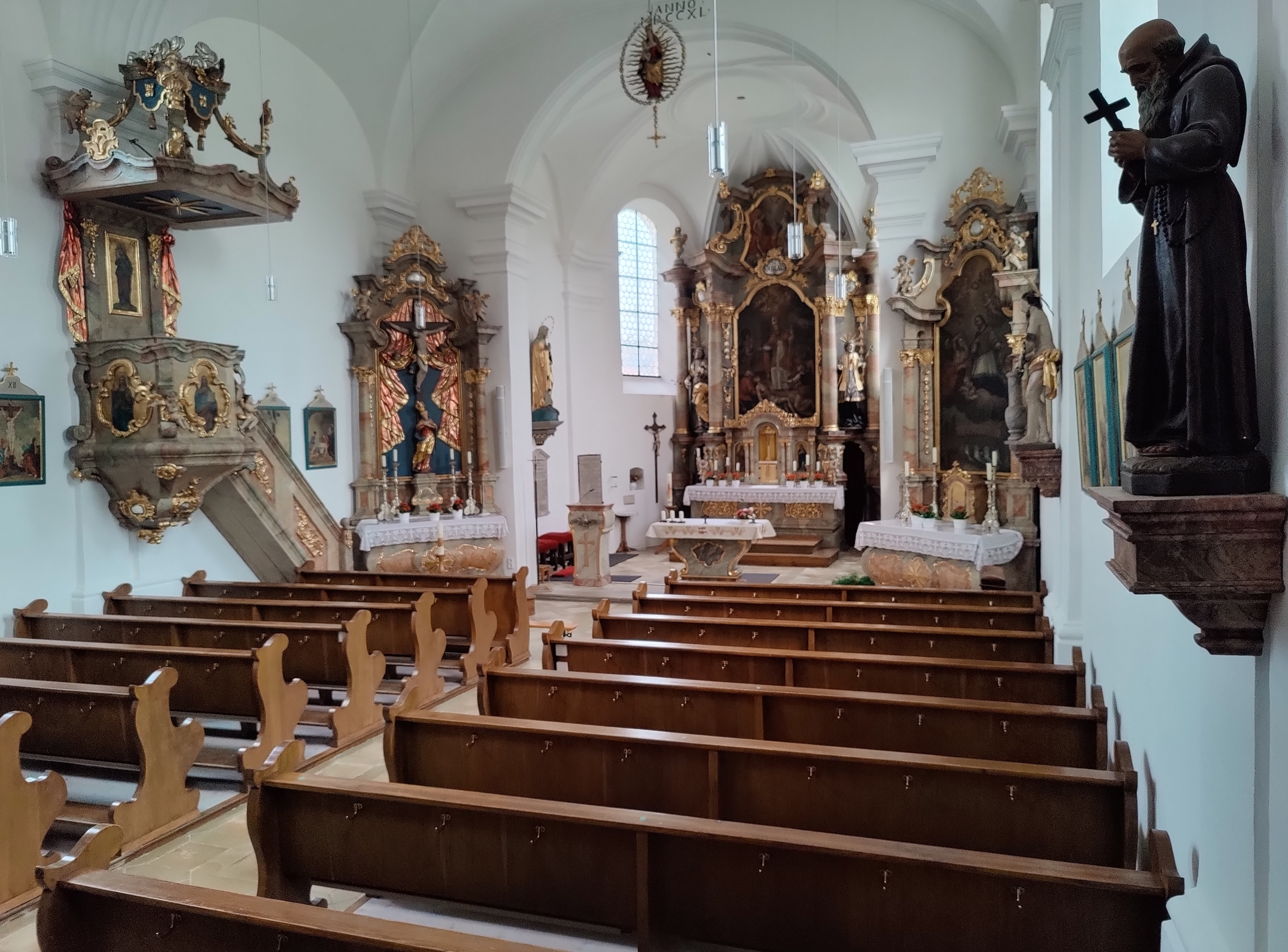
Innenraum (2022)

Die katholische Pfarrkirche St. Nikolaus steht im Ortsteil Theuern der Gemeinde Kümmersbruck im oberpfälzischen Landkreis Amberg-Sulzbach. Die Kirche ist unter dem Zeichen D-3-71-136-21 in die Denkmalliste des Freistaates Bayern eingetragen.

## Geschichte
Theuern ist spätestens seit dem 14. Jahrhundert Pfarrei für Theuern und das benachbarte Ebermannsdorf. Die Kirche wurde vor 1740 als Ersatz für ein baufälliges Vorgängerbauwerk errichtet. Der romanische Kirchturm weist Spuren des 12. Jahrhunderts auf und diente ursprünglich als Wehrturm.
Der Innenraum ist mit einem zentralen Gemälde am Hochaltar gestaltet, das Szenen aus dem Leben des Hl. Nikolaus zeigt. Der Altar wird eingerahmt durch Statuen des Hl. Josef und des Hl. Franz Xaver. Im Altarraum finden sich Grabsteine und Grabplatten früherer Schlossbesitzer und Pfarrer. Die Orgel wurde 1911 von Ludwig Edenhofer junior in das Gehäuse der Vorgängerorgel von Johann Konrad Funtsch aus dem Jahr 1761 gebaut. Sie besitzt 8 Register auf zwei Manualen und Pedal. Eine Überholung erfolgte 2020 durch Rainer Kilbert.